# Mistrzostwa Europy w Lekkoatletyce 1962 – dziesięciobój mężczyzn

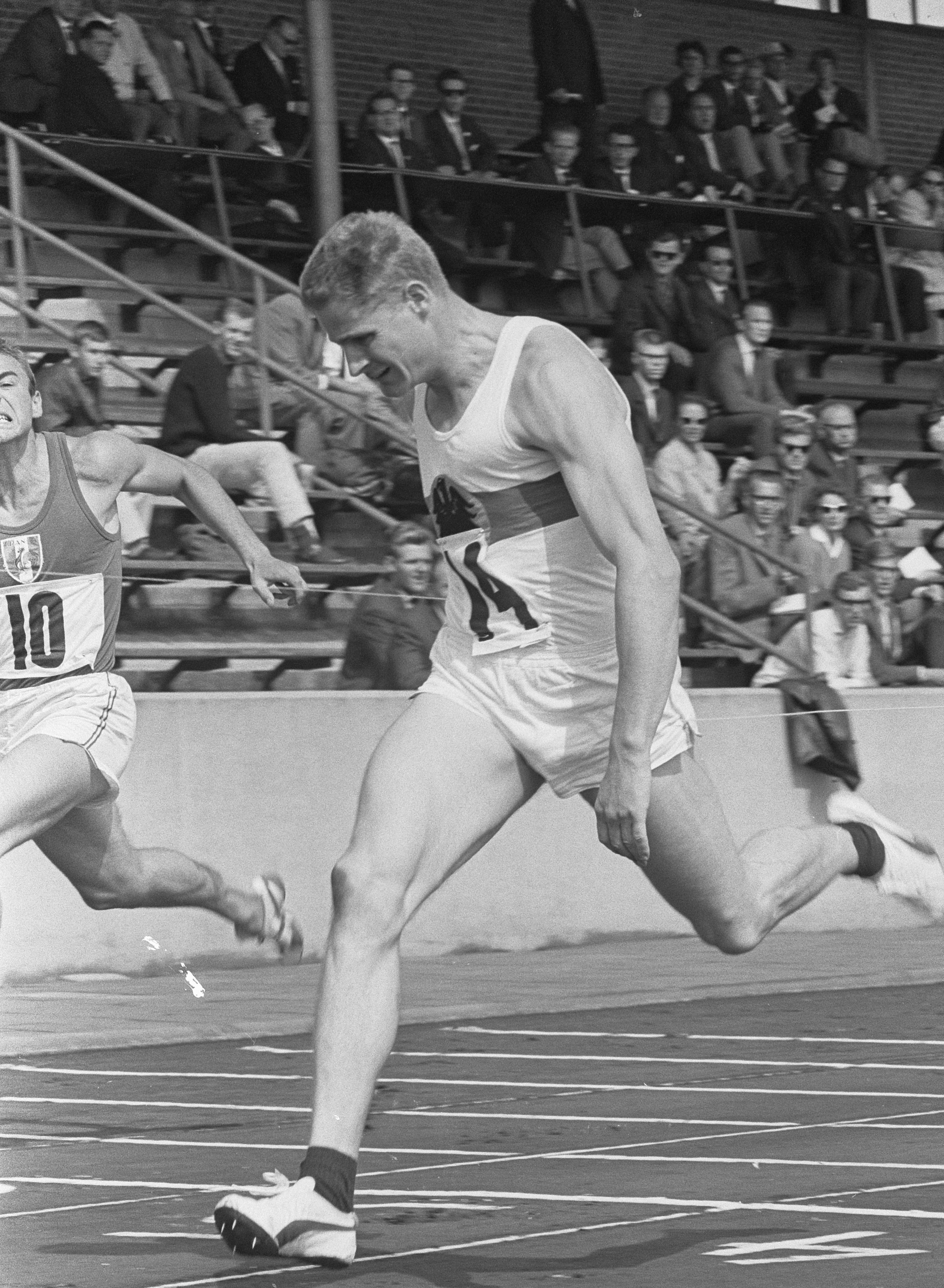
Werner von Moltke

Dziesięciobój mężczyzn był jedną z konkurencji rozgrywanych podczas VII Mistrzostw Europy w Belgradzie. Został rozegrany 13 i 14 września 1962 roku. Zwycięzcą tej konkurencji został po raz trzeci z rzędu reprezentant ZSRR Wasilij Kuzniecow, który obronił tytuły z mistrzostw w 1954 i w 1958. W rywalizacji wzięło udział siedemnastu zawodników z jedenastu reprezentacji.

## Rekordy
| Rekord świata     | Rafer Johnson (USA)     | 7981 (8683) | Eugene, USA        | 08-09.07.1960 |
| Rekord Europy     | Jurij Kutenko (SUN)     | 7863 (8360) | Kijów, ZSRR        | 05-06.09.1961 |
| Rekord mistrzostw | Wasilij Kuzniecow (SUN) | 6969 (7865) | Sztokholm, Szwecja | 21-22.08.1958 |

## Wyniki
| Poz. | Zawodnik            | Punkty         | 100      | W dal  | Kula    | Wzwyż  | 400    | 110 ppł | Dysk    | Tyczka | Oszczep | 1500   |
| ---- | ------------------- | -------------- | -------- | ------ | ------- | ------ | ------ | ------- | ------- | ------ | ------- | ------ |
| 1    | Wasilij Kuzniecow   | 7653 (8026) CR | 10,8 s   | 6,91 m | 14,32 m | 1,75 m | 49,3 s | 14,5 s  | 48,08 m | 3,90 m | 68,08 m | 4:41,0 |
| 2    | Werner von Moltke   | 7637 (8022)    | 10,7 s   | 7,03 m | 14,93 m | 1,80 m | 49,7 s | 14,8 s  | 49,41 m | 4,25 m | 56,17 m | 4:46,9 |
| 3    | Manfred Bock        | 7562 (7835)    | 10,8 s w | 6,96 m | 13,25 m | 1,86 m | 48,6 s | 14,7 s  | 39,47 m | 3,90 m | 62,65 m | 4:22,9 |
| 4    | Eef Kamerbeek       | 7500 (7724)    | 11,1 s   | 7,03 m | 14,13 m | 1,83 m | 50,9 s | 14,5 s  | 47,44 m | 3,80 m | 63,62 m | 4:39,2 |
| 5    | Willi Holdorf       | 7355 (7523)    | 10,5 s   | 7,08 m | 14,00 m | 1,75 m | 48,7 s | 15,1 s  | 44,43 m | 3,60 m | 50,98 m | 4:30,0 |
| 6    | Jurij Diaczkow      | 7299 (7400)    | 11,1 s   | 7,12 m | 13,59 m | 1,86 m | 49,8 s | 14,9 s  | 43,09 m | 4,00 m | 52,37 m | 4:42,7 |
| 7    | Mirko Kolnik        | 7199 (7348)    | 10,7 s w | 6,81 m | 13,82 m | 1,75 m | 50,3 s | 15,7 s  | 41,95 m | 4,45 m | 55,54 m | 4:53,3 |
| 8    | Jože Brodnik        | 7185 (7183)    | 11,3 s   | 6,80 m | 13,15 m | 1,83 m | 51,4 s | 15,4 s  | 39,25 m | 4,00 m | 63,99 m | 4:27,4 |
| 9    | Markus Kahma        | 6985 (7052)    | 11,3 s   | 6,60 m | 15,01 m | 1,65 m | 50,9 s | 15,8 s  | 47,87 m | 3,70 m | 56,87 m | 4:24,7 |
| 10   | Valbjörn Þorláksson | 6866 (6800)    | 11,0 s   | 6,47 m | 11,77 m | 1,80 m | 51,1 s | 15,6 s  | 39,42 m | 4,30 m | 56,50 m | 4:54,0 |
| 11   | Jean-René Monneret  | 6646 (6498)    | 11,0 s w | 6,41 m | 12,74 m | 1,83 m | 51,0 s | 15,7 s  | 32,30 m | 4,15 m | 53,63 m | 5:03,0 |
| 12   | German Klimow       | 6201 (6323)    | 11,0 s w | 6,41 m | 12,74 m | 1,83 m | 49,6 s | 15,9 s  | 38,85 m | NM     | 50,19 m | 4:47,2 |
| 13   | Franco Sar          | 6583 (6288)    | 11,3 s   | 6,31 m | 13,16 m | 1,75 m | 52,7 s | 15,0 s  | 45,82 m | 3,50 m | 52,53 m | 5:06,8 |
| 14   | Léopold Marien      | 6367 (6141)    | 11,1 s w | 6,02 m | 10,84 m | 1,65 m | 50,0 s | 14,6 s  | 34,76 m | 3,20 m | 47,64 m | 4:28,6 |
| 15   | Gyula Hubai         | 6139 (5741)    | 11,3 s   | 6,31 m | 12,05 m | 1,75 m | 54,5 s | 16,1 s  | 43,41 m | 3,80 m | 43,84 m | 5:21,2 |
| –    | Seppo Suutari       | DNF            | 10,8 s   | 6,99 m | 15,19 m | 1,86 m | 51,0 s | 15,3 s  | 39,36 m | NM     | –       | –      |
| –    | Stojan Sławkow      | DNF            | 11,1 s w | 6,70 m | –       | –      | –      | –       | –       | –      | –       | –      |